# 2009年1月26日日食
2009年1月26日日食是一次日環食，發生於2009年1月26日，當天也是春節。新月當天（即朔日），地球上觀測到月球和太阳的角距離極小，此時月球如果恰好在月球交點附近，穿過太阳和地球之間，與地球、太阳接近一直線，則會出現日食。月球穿過太阳和地球之間，但距地球較遠，本影未能接觸地表，而使偽本影覆蓋的區域內看到月球的角直徑小於太陽，就形成日環食，同時在偽本影兩側數千公里的半影範圍內形成日偏食。此次日環食經過了科科斯（基林）群島、印尼、马来西亚的部分島嶼，日偏食則覆蓋了非洲中南部、亚洲東南部、大洋洲西部、東南極洲及部分周邊地區。

## 日食概況

本次日環食時婆罗洲看到的日月視直徑對比

### 出現區域
南大西洋的特里斯坦-达库尼亚島以北的海域在日出時最先看到日環食，隨後月球偽本影向東進入印度洋，移動方向逐漸轉向東北，在阿姆斯特丹岛西北約750公里的洋面達到最大食分。此後偽本影繼續斜貫印度洋，覆蓋了澳大利亚的海外領地科科斯（基林）群島，又經過马来群岛的多個島嶼後，在日落時分結束於印尼和菲律宾之間的西里伯斯海。
此次偽本影經過的陸地全都是島嶼，包括：
- 科科斯（基林）群島全境；
- 印度尼西亞：明古魯省南部（包括蘇門答臘島上的部分及恩加諾島）、楠榜省、南蘇門答臘省南部、萬丹省西北部、邦加-勿里洞省除邦加島中北部外的部分、西加里曼丹省東南半部、中加里曼丹省除東南部外的大部、東加里曼丹省除南部外的大部、北加里曼丹省南部、中蘇拉威西省北端；
- 马来西亚：砂拉越的加帛省東南角。[3][4]

除了上述狹窄的環食帶內能看到日環食之外，月球半影覆蓋範圍內都能看到日偏食。在非洲包括整個南非、纳米比亚、波札那、辛巴威、莫桑比克、马达加斯加島、留尼汪、毛里求斯、葛摩、塞舌尔，以及安哥拉大部分地區（北部除外）、赞比亚大部分地區（北部除外）、刚果民主共和国南部小部分地區、马拉维大部分地區（北部除外）、坦桑尼亚南部小部分地區。在亚洲包括南亚東南部、整個东南亚、中国大陆南部、港澳地區、臺灣。在大洋洲包括帛琉、新幾內亞除東部外的大部、澳大利亚除東部和東南部的部分海岸及島嶼外的絕大部分。在南极洲包括东部南极洲靠近印度洋的一半及南極半島的絕大部分。此外還包括印度洋內除阿拉伯海、红海和东非沿岸以外的所有海域。

此次日環食過程中月影在地表移動的動畫

### 基本參數
- 類型：日環食
- 食甚中心處（位于阿姆斯特丹岛西北約750公里的南印度洋）資料：
  - 時間：2009年1月26日7:58:38.6
  - 地點：34°4.6′S 70°14.0′E / 34.0767°S 70.2333°E
  - 食分：0.9282（環食帶內最大）
  - 太陽高度：73.4°
  - 太陽方位：337.0°
  - 偽本影寬度：280.2公里
  - 日環食持續時間：7分53.6秒
- 環食最長處資料：
  - 時間：2009年1月26日7:42:18
  - 地點：37°4′S 65°13′E / 37.067°S 65.217°E
  - 偽本影寬度：279.0公里
  - 日環食持續時間：7分56.0秒（環食帶內最長）[6]

## 觀測
日環食當天，印尼多地天氣均適宜觀測，儘管部分地區在有些時間段受到了雲的影響，大多成功看到了環食。也有遊客前往科科斯（基林）群島中最主要的島家島觀看日環食，但受到陰雨天氣的影響，未能成功。
當天恰好是己丑年的農曆新年，中国大陆横断山脉、秦岭、通濟渠、太湖平原一線以南的部分，及港澳、臺灣，以及东南亚各國，都恰好在春節當天日落之前看到日偏食。下一次發生於春節的日食在2026年2月17日。

## 圖片

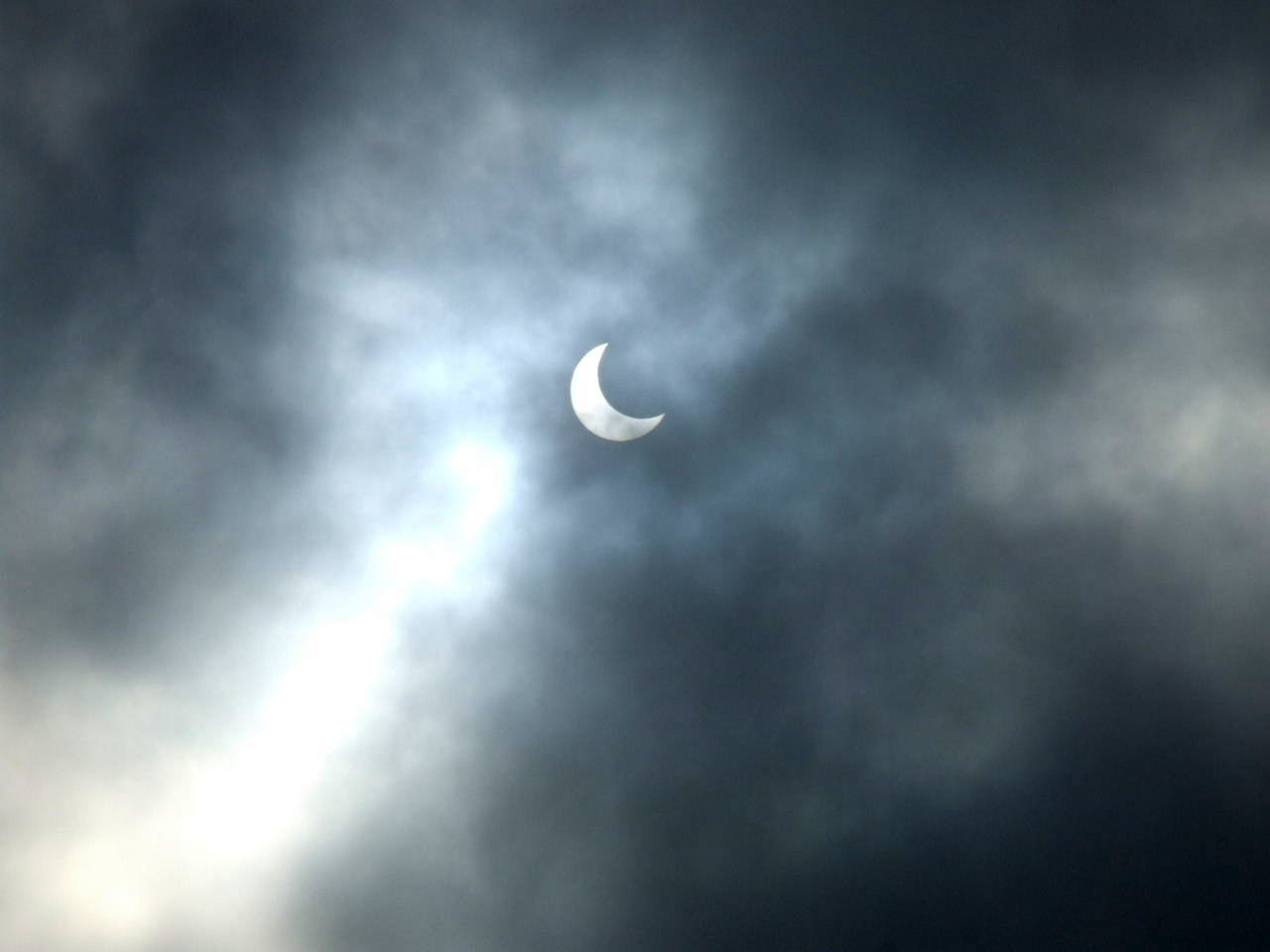
南非喬治，6:04 UTC
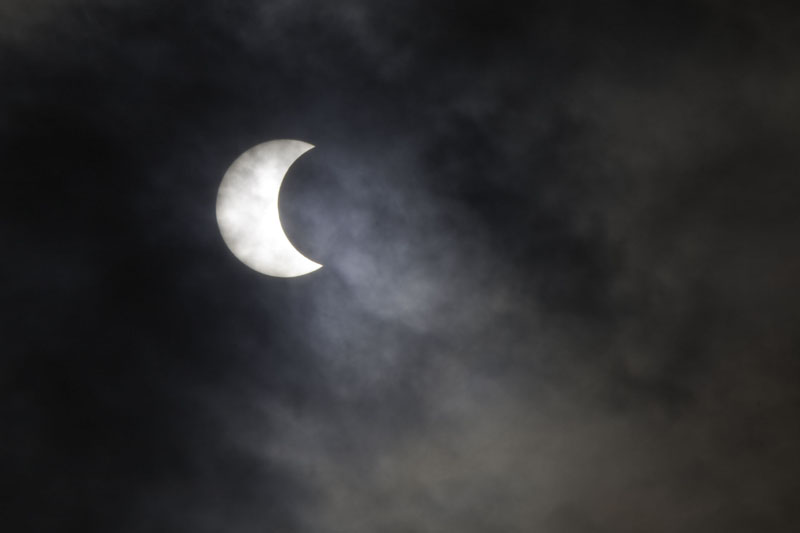
南非布隆方丹，6:18 UTC
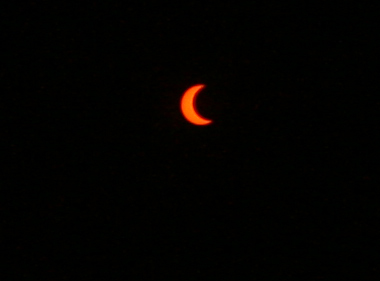
南非開普敦，6:30 UTC
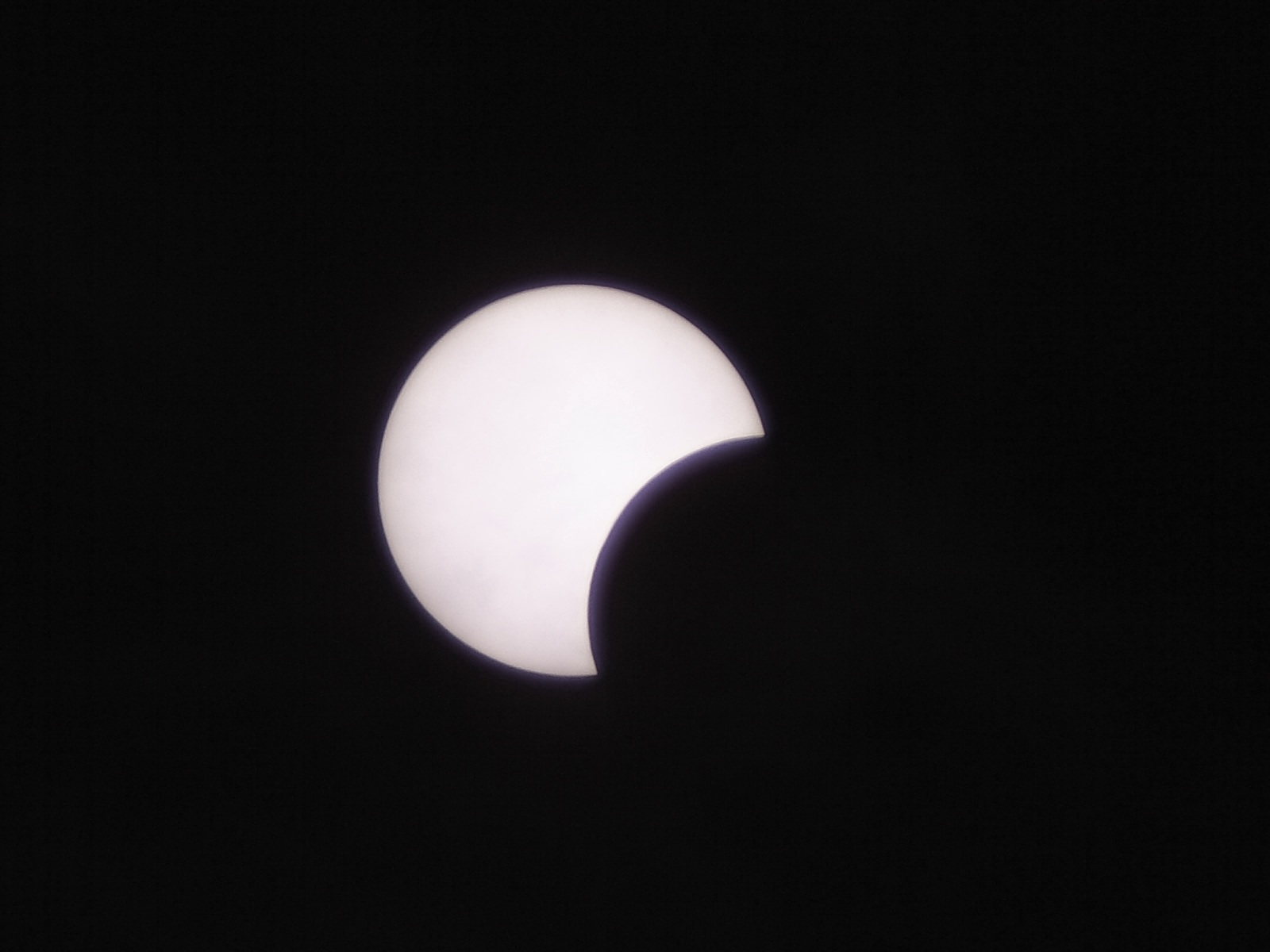
南非約翰內斯堡，6:54 UTC
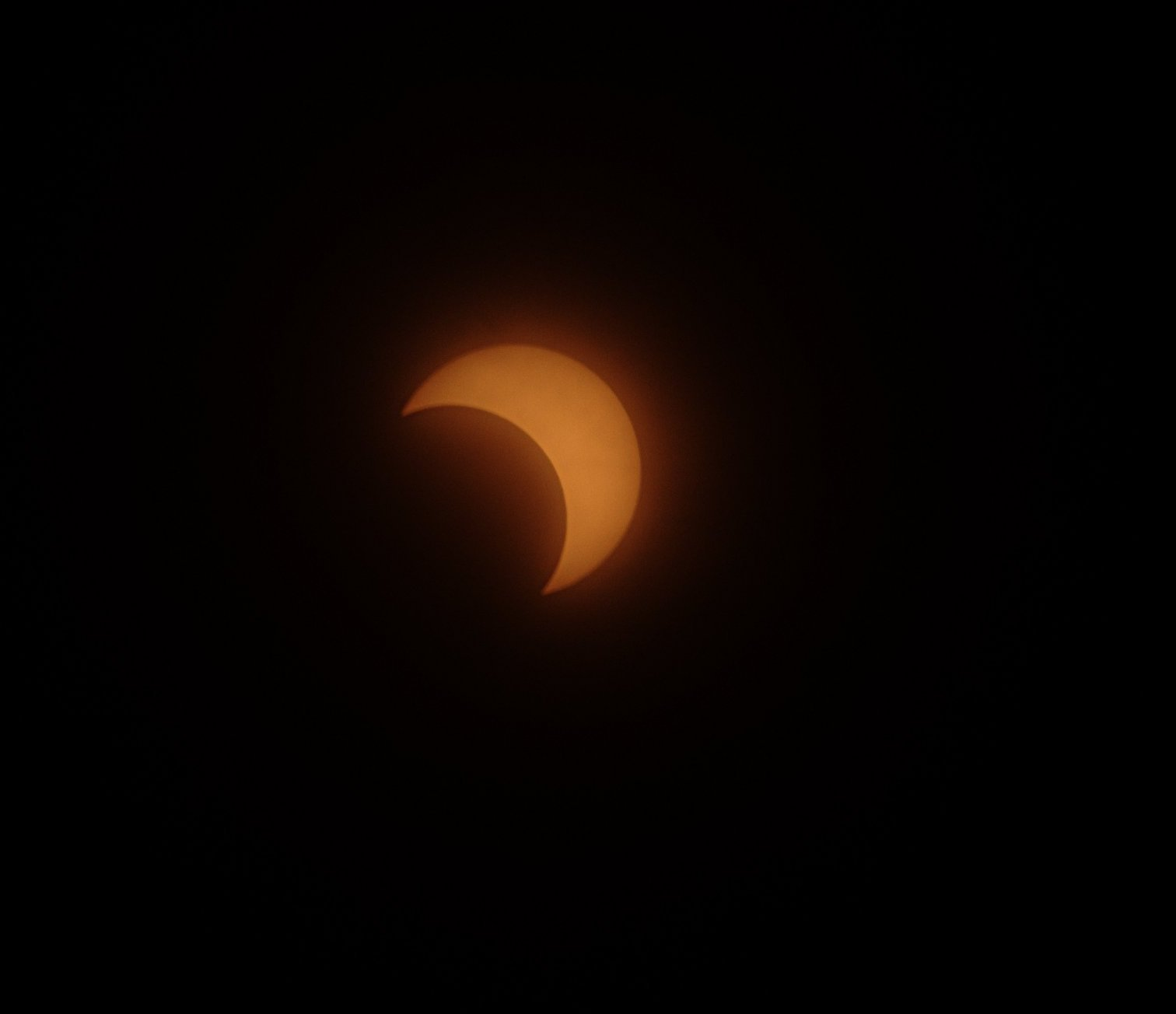
新加坡紅山，9:27 UTC
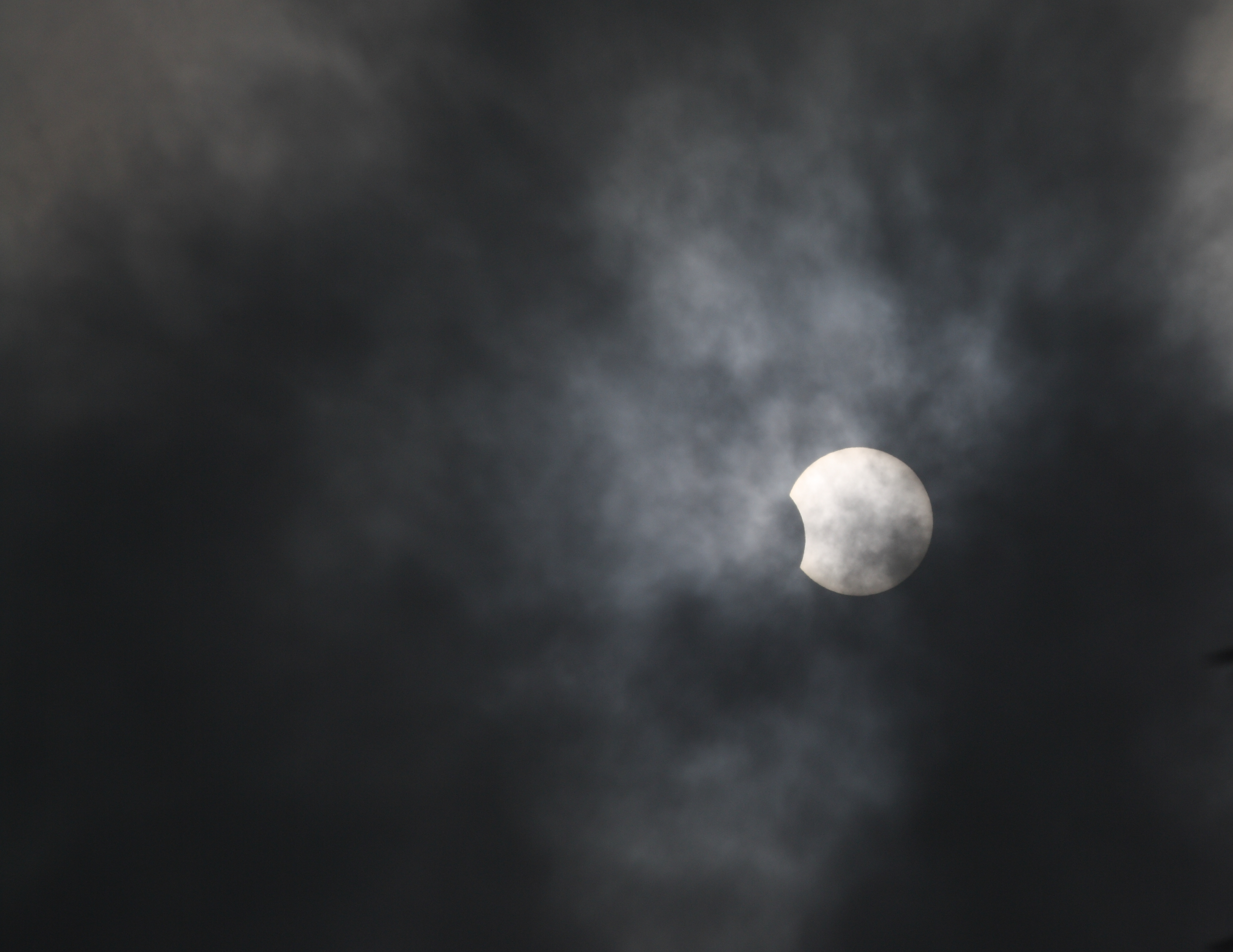
印度金奈，9:29 UTC
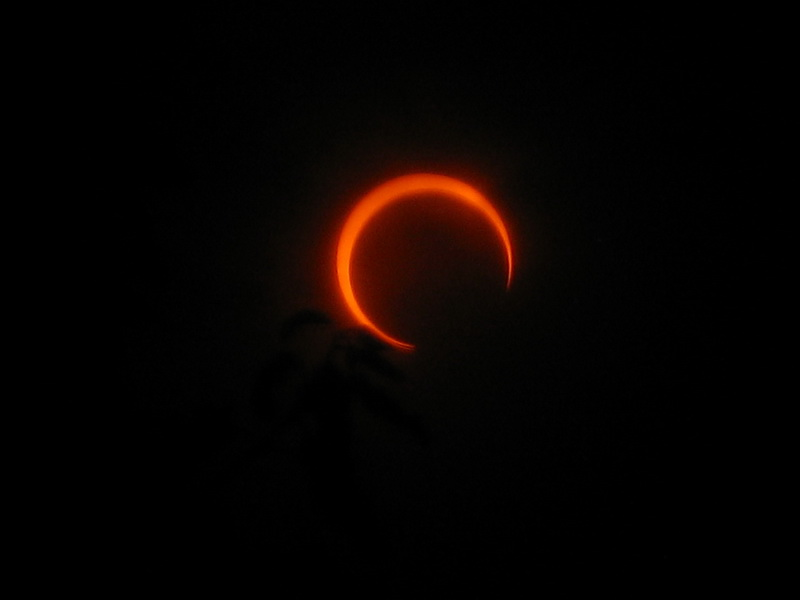
印尼雅加達，9:41 UTC
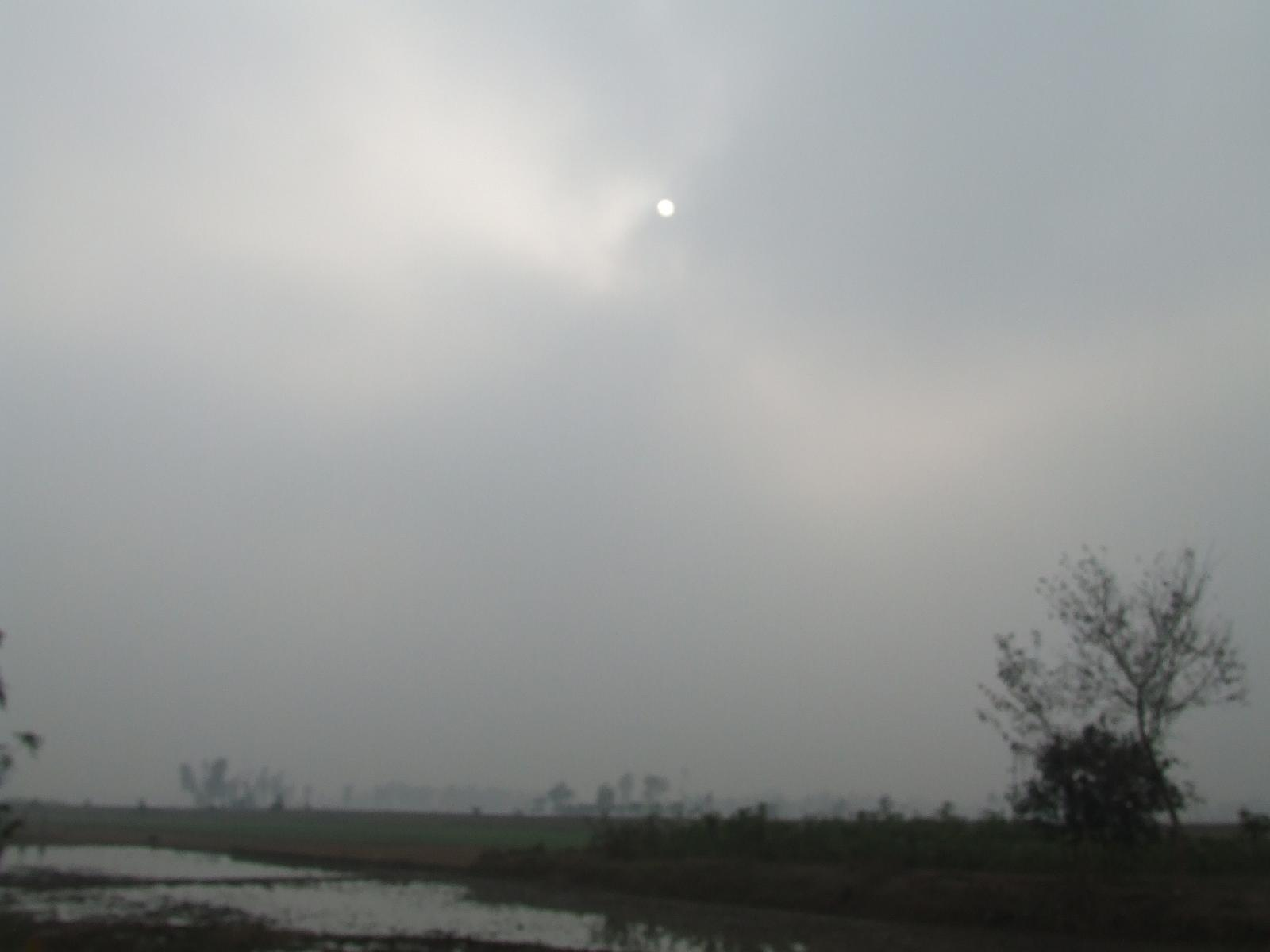
孟加拉國拉傑沙希市，9:43 UTC
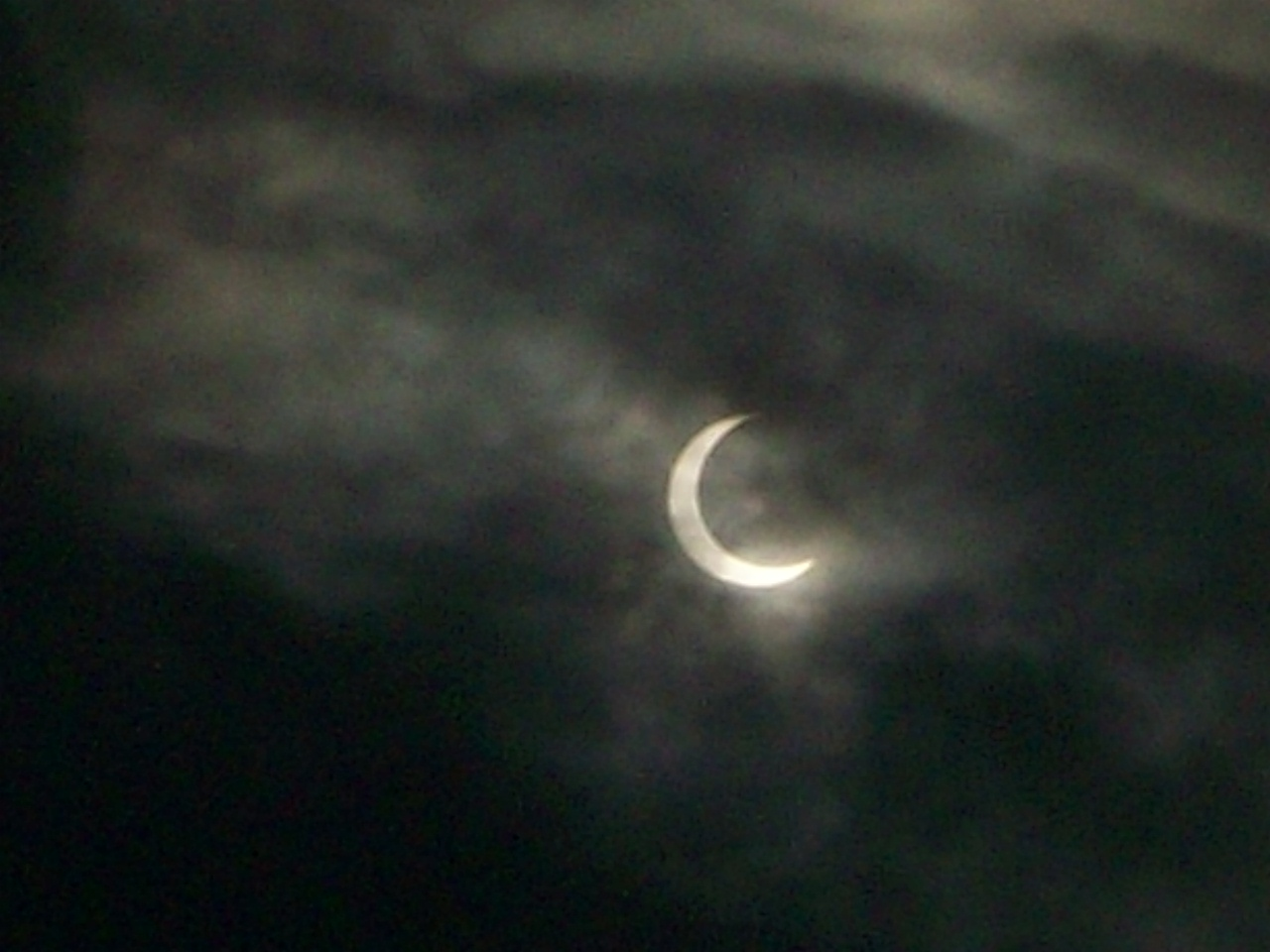
印尼萬隆，9:48 UTC
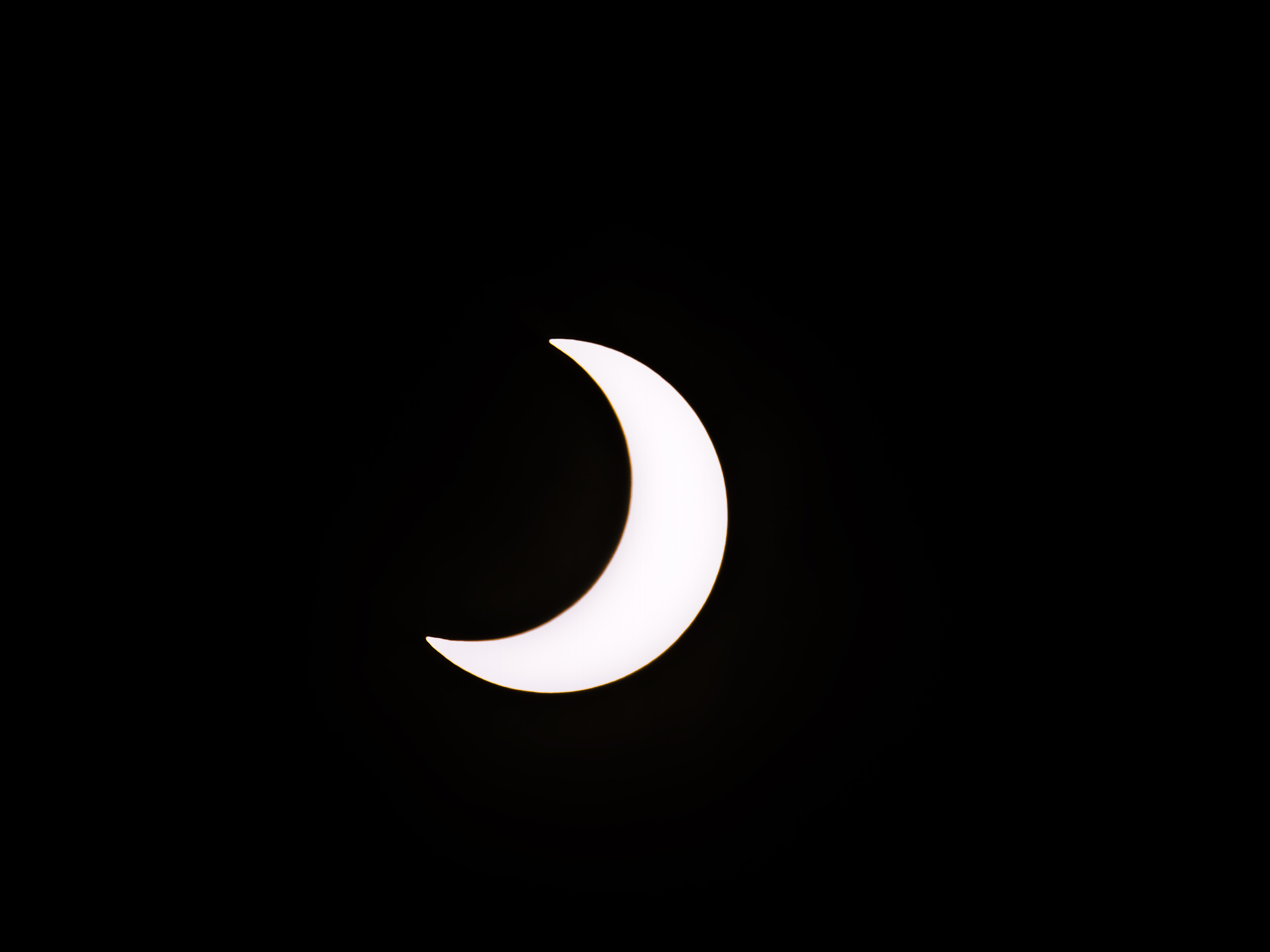
馬來西亞梳邦再也，9:51 UTC
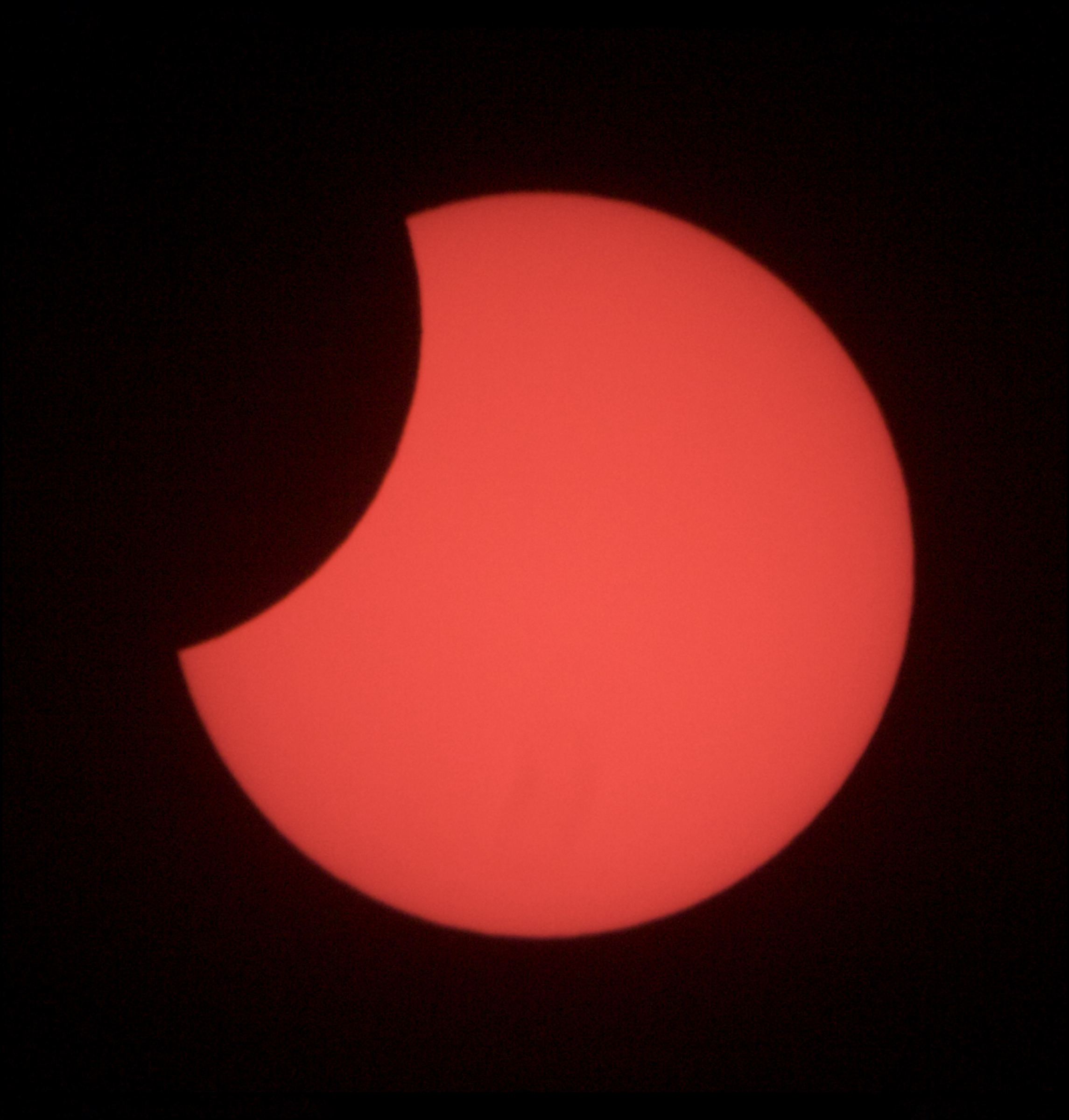
斯里蘭卡努格古達（英语：Nugegoda），9:58 UTC
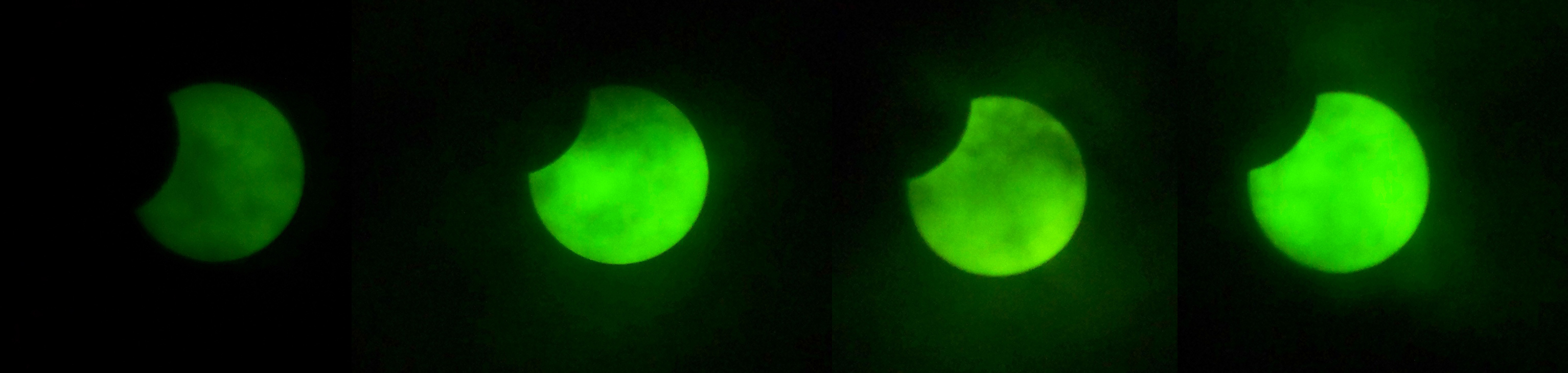
斯里蘭卡可倫坡
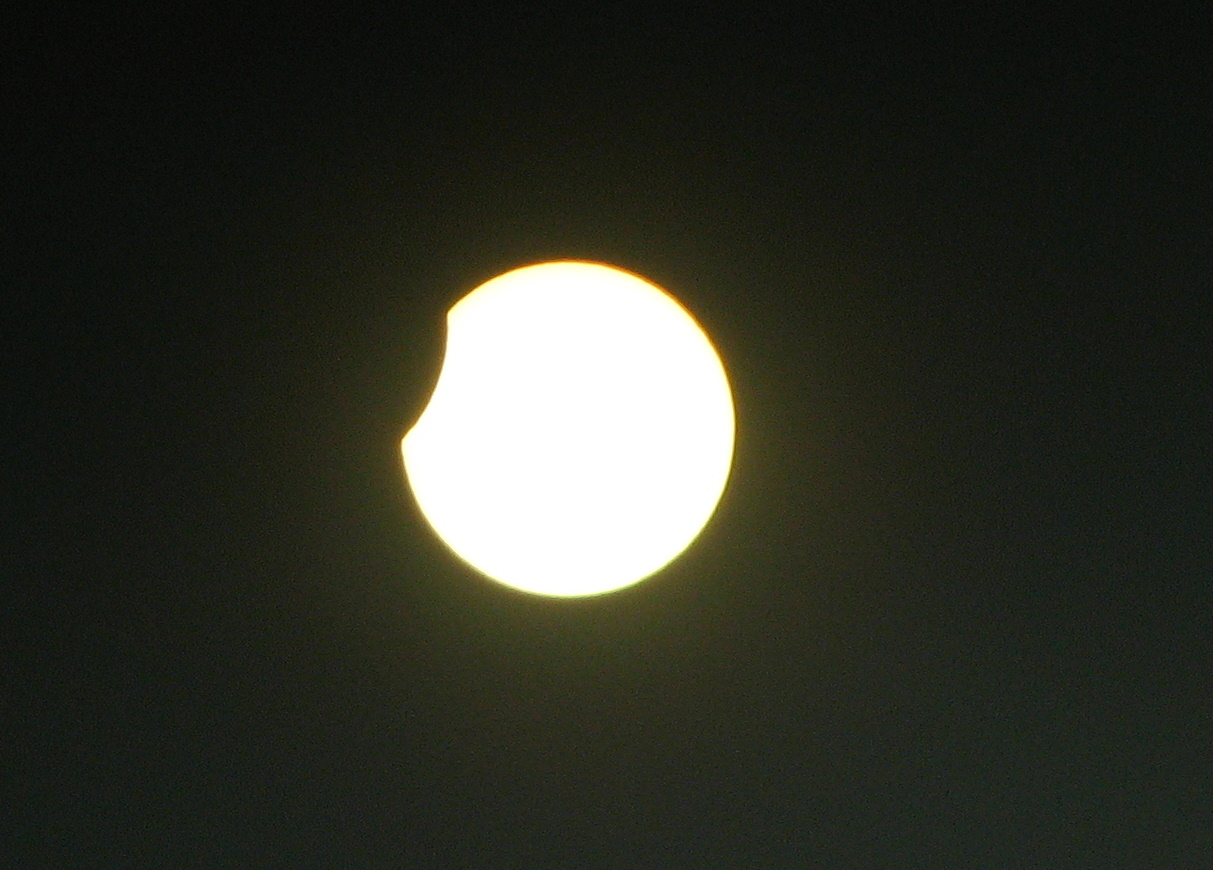
印度班加羅爾，10:02 UTC
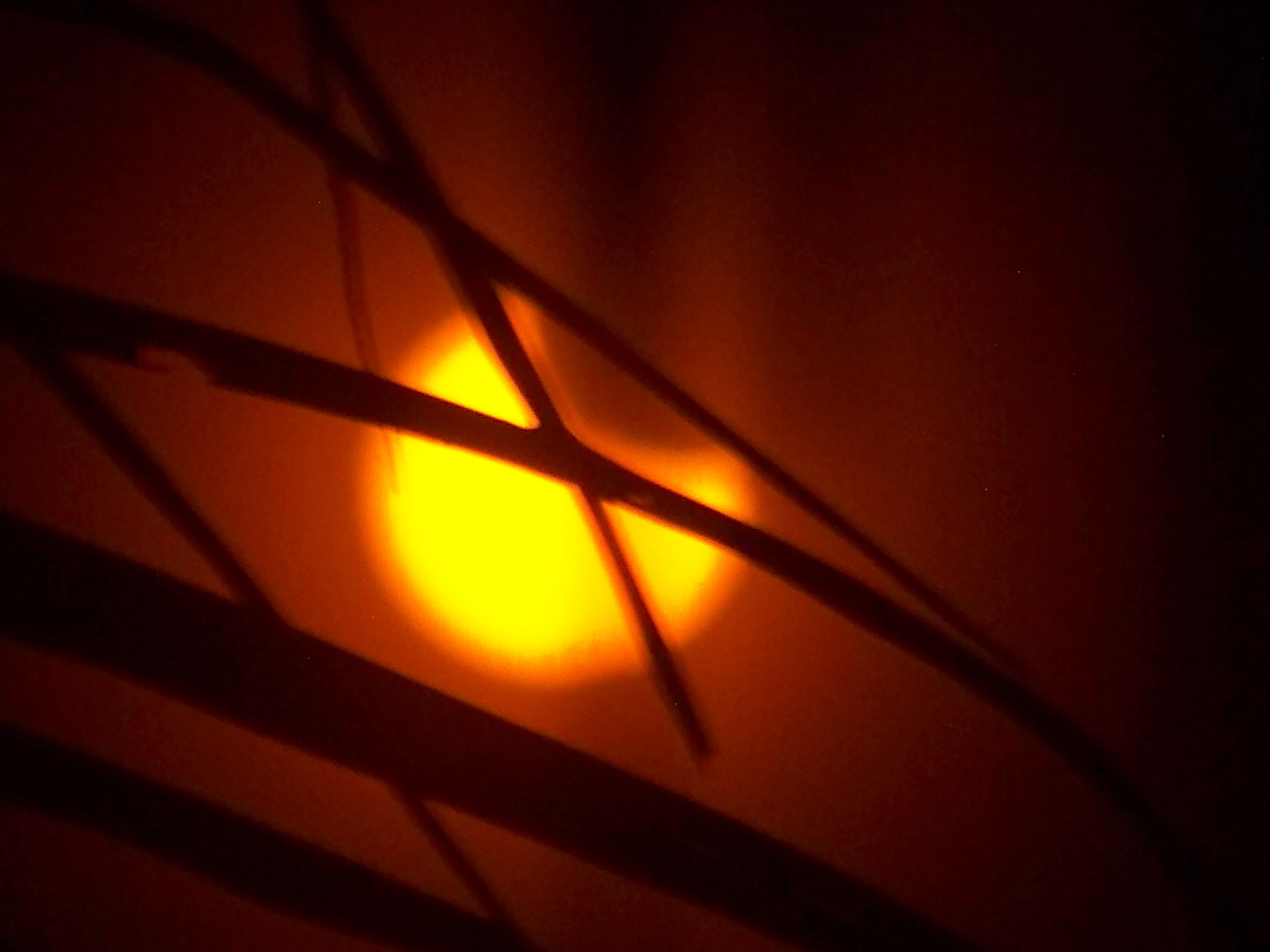
印尼西冷，10:22 UTC

## 相關的日食

### 2008-2011年的日食
月球交替位於相對的月球交點時，以半個交點年（食年），即約177天又4小時間隔出現下列日食。
| 日食列表  |           |           |           |           |           |           |           |           |           |           |           |
| 1997-2000 | 2000-2003 | 2004-2007 | 2008-2011 | 2011-2014 | 2015-2018 | 2018-2021 | 2022-2025 | 2026-2029 | 2029-2032 | 2033-2036 | 2036-2039 |

| 升交點                                                         | 升交點                  |                                  | 降交點                  | 降交點 |
| 沙羅周期                                                       | 地圖                    | 沙羅周期                         | 地圖                    |        |
| 121 新西兰基督城的日偏食                                       | 2008年2月7日 環食       | 126 俄罗斯新西伯利亚的日全食     | 2008年8月1日 全食       |        |
| 131 印尼帕朗卡拉亞的日環食                                     | 2009年1月26日 環食      | 136 孟加拉国古里格拉姆县的日全食 | 2009年7月22日 全食      |        |
| 141 中非共和國班基的日環食                                     | 2010年1月15日 環食      | 146 法屬玻里尼西亞豪環礁的日全食 | 2010年7月11日 全食      |        |
| 151 奥地利維也納的日偏食                                       | 2011年1月4日 偏食（北） | 156                              | 2011年7月1日 偏食（南） |        |
| 註：2011年6月1日和2011年11月25日的日偏食屬於下一組交點年系列。 |                         |                                  |                         |        |

### 沙羅周期
沙羅週期長度為18年11天。本次日食屬於沙羅週期131，共包含70次日食，依次為1125年8月1日至1504年3月16日的22次日偏食、1522年3月27日至1612年5月30日的6次日全食、1630年6月10日至1702年7月24日的5次全環食（亦稱混合食）、1720年8月4日至2243年6月18日的30次日環食、2261年6月28日至2369年9月2日的7次日偏食，總共歷時1244.08年。其中最長的全食發生於1612年5月30日，僅持續了短短58秒。
下表列舉了1901年至2100年間發生的屬於該周期的日食，是第46至56次：
| 46            | 47             | 48             |
| ------------- | -------------- | -------------- |
| 1918年12月3日 | 1936年12月13日 | 1954年12月25日 |
| 49            | 50             | 51             |
| 1973年1月4日  | 1991年1月15日  | 2009年1月26日  |
| 52            | 53             | 54             |
| 2027年2月6日  | 2045年2月16日  | 2063年2月28日  |
| 55            | 56             |                |
| 2081年3月10日 | 2099年3月21日  |                |

## 外部連結
- NASA日食專頁（页面存档备份，存于）（英文）
- 可見區域圖和時間統計：由弗雷德·埃斯佩纳克做出的日食預報，NASA/GSFC
  - Google互動地圖呈現的日食範圍
  - 貝塞爾元素
- Google地圖顯示的日環食和日偏食範圍（页面存档备份，存于）（法文）（英文）

圖片：
- Spaceweather.com的多地日環食及日偏食照片（页面存档备份，存于）（英文）
- 世界多地日環食及日偏食照片（页面存档备份，存于）
- 印尼的日環食（页面存档备份，存于）（英文）
- 馬尼拉灣上的日偏食，2009年1月28日每日一天文圖，拍攝於菲律宾帕賽市亞洲購物城（英语：SM Mall of Asia）旁海濱，2012年5月20日再次入選每日一天文圖
- 2009年版的日食T恤（日偏食通過樹葉的針孔相機原理映在衣服上），2009年1月29日每日一天文圖，拍攝於南非天文台

| \| \| 日食 \|                            |                              |                                           |
| 上一次日食： 2008年8月1日日食 （日全食） | 2009年1月26日日食 （日環食） | 下一次日食： 2009年7月22日日食 （日全食） |
| 上一次日環食： 2008年2月7日日食          | 2009年1月26日日食 （日環食） | 下一次日環食： 2010年1月15日日食          |
|                                          | 日食                         |                                           |